# Maaselänjärvi
Maaselänjärvi eller Maanselänjärvi är en sjö i Finland. Den ligger i kommunen Kuhmo i den ekonomiska regionen  Kehys-Kainuu  och landskapet Kajanaland, i den östra delen av landet, 500 km nordost om huvudstaden Helsingfors. Maaselänjärvi ligger 196,5 meter över havet. Den är 3,4 meter djup. Arean är 1 kvadratkilometer och strandlinjen är 6,92 kilometer lång. Sjön  ingår i Uleälvens huvudavrinningsområde.   I omgivningarna runt Maaselänjärvi växer i huvudsak barrskog.